# 张胜友
张胜友（1948年9月10日—2018年11月6日），男，汉族，福建永定人，中华人民共和国报告文学作家、出版家，中国共产党党员，曾任中国作家协会党组成员、书记处书记、主席团委员。第十一届全国政协委员。

## 生平
1982年毕业于复旦大学中文系。
2008年，当选第十一届全国政协委员，代表新闻出版界，分入第四十四组。并担任文史和学习委员会专委。
2018年11月6日在北京逝世，享年71岁。